# Tercera División de Venezuela
La Liga Nacional de Fútbol,  FUTVE3 o Tercera División de Venezuela es la tercera categoría del fútbol profesional Venezolano y se encuentra inmediatamente debajo de la Segunda División del mismo país. En esta categoría amateur, se juega en tres fases, primera fase estadal, segunda fase regional y por último fase nacional. 

## Historia
Para la temporada 2007/2008, la Federación Venezolana de Fútbol trata de reestructurar los campeonatos oficiales de fútbol en Venezuela y con la expansión de la Primera División de Venezuela, nace la Tercera División de Venezuela, la cual sustituía al Torneo Aspirantes, antigua competición que reunía a equipos de carácter aficionado que buscaban ingresar al fútbol profesional. Con esta figura de competición de carácter profesional, la Tercera División Venezolana inicia sus actividades con la cantidad de 23 equipos divididos en cuatro grupos; para la temporada 2008/2009, la cantidad de equipos se expandió de 23 a 32 equipos, teniendo un gran crecimiento el fútbol venezolano. Los ganadores de esta categoría ascendían a la Segunda División B de Venezuela.
egoriía
Para la temporada 2011-2012, se unifica Segunda División B con la Segunda División A, quedando una Segunda División con 20 equipos (dos descendidos de Primera división, ocho equipos de Segunda División A y 10 equipos de la Segunda División B) y desde entonces la Tercera División Venezolana es la tercera categoría del Fútbol profesional Venezolano.
Debido a inconvenientes con algunos equipos, la Tercera División Venezolana fue declarada categoría amateur en la temporada 2009/2010.
En 2021 se reunieron los diferentes clubes de la categoría para crear la Asociación de Clubes de Tercera División de Venezuela denominada (AC3) con profesionalizar la categoría de bronce con la elección del presidente de la asociación a Nelson Contreras al mando. En julio del 2021 se dio a conocer que la Asociación de Clubes de Tercera División de Venezuela denominada (AC3) cambiara su Nombre a Liga FUTVE 3, y mantendra un formato igual a las Ligas que integran la Liga FUTVE.

## Equipos participantes
Temporada 2024
| Club                    | Ciudad        | Estadio                             |
| ----------------------- | ------------- | ----------------------------------- |
| Academia Emeritense     | Mérida        | Club Emeritense                     |
| Academia Erick Ortega   | Trujillo      | Santa Apolonia                      |
| Academia Jiménez        | Miranda       | Chancha Aparay                      |
| Alianza Nueva Esparta   | Nueva Esparta | Alianza Sport                       |
| Catia FC                | Caracas       | Complejo Deportivo Praia Sport      |
| Centro Hispano F.C      | Aragua        | Joao Gervasio Matías                |
| Deportivo Zamora F.C    | Cojedes       | Dr. Guillermo Barreto               |
| El Guamo F.C            | Monagas       | Polideportivo de Maturín            |
| El Morro F.C            | Monagas       | Polideportivo Unerg                 |
| FundaUAM                | Zulia         | Cancha de fútbol FUNDAUAM           |
| Guarico F.C             | Guárico       | Alfredo Simonpietri                 |
| Jesus Yendis F.C        | Anzoátegui    | Sede Jesus Yendis                   |
| JGD F.C                 | Sucre         | Polideportivo Félix Velásquez       |
| Optidelpa F.C           | Delta Amaruco | Polideportivo de Tucupita           |
| Parcell F.C             | Carabobo      | Centro Polideportivo Empresas Polar |
| Talentos de Primera F.C | Bolívar       | Decanato de la Udo                  |
| Unión Lara S.C          | Lara          | Estadio Farías Rocha                |
| Ureña F.C               | Táchira       | Alfonso Culebro Rojas               |
| Yaritagua FC            | Yaracuy       | Estadio El Goajiro                  |

## Campeones
| Temporada | Nº.                                       | Campeón                                   | Subcampeón                                |
| 2007/08   | 1.º                                       | Fundación Cesarger FC                     | Guaros de Lara FC B                       |
| 2008/09   | 2.º                                       | Real Bolívar                              | La Victoria FC                            |
| 2009/10   | 3.º                                       | Aragua FC B                               | Deportivo Táchira B                       |
| 2010/11   | 4.º                                       | 6 (Uno por Grupo)                         | 6 (Uno por Grupo)                         |
| 2012      | 5.º                                       | 6 (Uno por Grupo)                         | 6 (Uno por Grupo)                         |
| 2012/13   | 6.º                                       | 7 (Uno por grupo)                         | 7 (Uno por Grupo)                         |
| 2013/14   | 7.º                                       | 6 (Uno por Grupo)                         | 6 (Uno por Grupo)                         |
| 2014/15   | 8.º                                       | 5 (Uno por Grupo)                         | 5 (Uno por Grupo)                         |
| 2015      | 9.º                                       | 5 (Uno por Grupo)                         | 5 (Uno por Grupo)                         |
| 2016      | 10.º                                      | Yaracuy FC                                | Ureña SC B                                |
| 2017      | 11.º                                      | Madeira Club Lara                         | Club Atlético Furrial                     |
| 2018      | 12.º                                      | Alianza Monay                             | Ciudad Vinotinto                          |
| 2019      | 13.º                                      | Academia Rey                              | Minervén                                  |
| 2020      | No realizado por la pandemia de COVID-19. | No realizado por la pandemia de COVID-19. | No realizado por la pandemia de COVID-19. |
| 2021      | No realizado por la pandemia de COVID-19. | No realizado por la pandemia de COVID-19. | No realizado por la pandemia de COVID-19. |
| 2022      | No realizado por la pandemia de COVID-19. | No realizado por la pandemia de COVID-19. | No realizado por la pandemia de COVID-19. |
| 2023      | 14.º                                      | Minet FC                                  | Catia FC                                  |
| 2024      | 15.º                                      | Parcell F C                               | Guarico F C                               |

## Títulos por equipo
| Club                  | Títulos | Subtítulos | Años campeón | Años subcampeón |
| --------------------- | ------- | ---------- | ------------ | --------------- |
| Aragua FC B           | 1       | 0          | 2009/10      | ----            |
| Fundación Cesarger FC | 1       | 0          | 2007/08      | ----            |
| Academia Rey          | 1       | 0          | 2019         | ----            |
| Real Bolívar          | 1       | 0          | 2008/09      | ----            |
| Yaracuy Fútbol Club   | 1       | 0          | 2016         | ----            |
| Madeira Club Lara     | 1       | 0          | 2017         | ----            |
| Alianza Monay         | 1       | 0          | 2018         | ----            |
| Minet FC              | 1       | 0          | 2023         | ----            |
| Parcell FC            | 1       | 0          | 2024         | ----            |
| Deportivo Táchira B   | 0       | 1          | ----         | 2009/10         |
| Guaros de Lara FC B   | 0       | 1          | ----         | 2007/08         |
| La Victoria FC        | 0       | 1          | ----         | 2008/09         |
| Ureña SC B            | 0       | 1          | ----         | 2016            |
| Atlético Furrial      | 0       | 1          | ----         | 2017            |
| Ciudad Vinotinto      | 0       | 1          | ----         | 2018            |
| Minervén              | 0       | 1          | ----         | 2019            |
| Catia                 | 0       | 1          | ----         | 2023            |
| Guárico Guarico FC    | 0       | 1          | ----         | 2024            |